# Salsola dendroides
Salsola dendroides är en amarantväxtart som beskrevs av Pall.. Salsola dendroides ingår i släktet sodaörter, och familjen amarantväxter. Utöver nominatformen finns också underarten S. d. africana.